# سوسمارواران
سوسمارواران (به لاتین: Lacertoidea) یک گروه از خزندگان پولک‌دار است که شامل سوسماران راستین، ارمیاسان (Teiidae), Gymnophthalmidae و کرمی‌مارمولکان است. یافته‌های حاصل از مطالعات فیلوژنتیک مولکولی مبنی بر اینکه کرمی‌مارمولکان گروه‌بندی‌شده در یک کلاد با شکل‌های مارمولک، ویدال و هجز (۲۰۰۵) را بر آن داشت تا نام جدیدی را برای این گروه بر اساس خصوصیات مورفولوژیکی مشترک پیشنهاد کنند، Laterata، «با اشاره به حضور کاشی‌مانند پولک‌های (مربع یا چهارگوش و گاهی برآمده) که حلقه‌ها را در کرمی‌مارمولکان تشکیل می‌شود و در لاسرتی‌فورماتا و تئیفورماتا نیز به صورت شکمی وجود دارند.
مطالعات آناتومی به‌طور سنتی سوسمارواران را با سقنقورها گروه‌بندی می‌کنند. با این حال، مطالعات جدیدتر با تمرکز بر DNA آنها را به عنوان یک گروه متمایز از مارمولک‌ها قرار داده‌است که بیشتر به Toxicofera سمی مرتبط هستند. روابط کرمی‌مارمولکان با سایر مارمولک‌ها مدت‌هاست که یک راز بوده‌است. اگرچه ظاهراً شبیه مار است، اما آناتومی و حرکت آنها کاملاً متمایز از مارها است، اما کرمی‌مارمولکان در مقایسه با مارهایی که ریه چپ آنها کاهش یافته‌است، دارای ریه راست کاهش یافته‌است. با این حال، آنها شباهت زیادی به هیچ گروه دیگری از مارمولک‌ها ندارند. مطالعات مولکولی اخیر نشان می‌دهد که دوزیستان با سوسماران راستین در گروهی به نام Lacertibaenia گروه‌بندی می‌شوند.
سوسماروارن پراکندگی جغرافیایی گسترده‌ای دارند. خانودهٔ سوسماران راستین در سراسر اروپا و آسیا یافت می‌شود، با واگرایی عمده در بومزادی آفریقا. خانودهٔ Teiidae در آمریکای جنوبی گوناگون هستند، اما برخی از اعضای این گروه در جنوب آمریکای شمالی نیز وجود دارند. کرمی‌مارمولکان به ویژه در آمریکای شمالی، اروپا، آفریقا، آمریکای جنوبی و دریای کارائیب پراکنش دارد. منشأ این گروه نامشخص است. قدیمی‌ترین سوسماروار قطعی کرمی‌مارمولک Plesiorhineura است که مربوط به اوایل پالئوسن در آمریکای شمالی است. با توجه به اینکه شبیه مارمولک‌های کرمی مدرن است، سوسمارواران به احتمال زیاد در دوره کرتاسه ظاهر و متنوع شده‌اند. با این حال، آرایهٔ بریاسینPurbicella ممکن است یک سوسماروار باشد که قدیمی‌ترین نوع شناخته‌شده‌است.
در سوسمارواران گونه‌های زیادی وجود دارند که در فهرست سرخ IUCN در وضعیت حفاظتی فهرست شده‌اند. در این خانواده ۵ گونه منقرض‌شده، ۳۱ گونه در بحران انقراض، ۵۳ گونه در خطر انقراض، ۴۰ گونه آسیب‌پذیر، ۵۳ گونه نزدیک تهدید و ۵۶۹ گونه به عنوان کمترین نگرانی فهرست شده‌است. سیستم‌های اصلی که برای طبقه‌بندی این گروه آسیب‌زا هستند، سیستم‌های زمینی هستند. آب شیرین و زیستگاه‌های دریایی بزرگترین تهدید برای این زیستگاه‌ها، مسکن و توسعه شهری، کشاورزی خرده‌پا، کشاورزی و آبزی‌پروری، صنایع کشاورزی، و چرای خرده مالکان است. زیستگاه‌های درون این سیستم‌ها که بیشتر تحت تأثیر قرار می‌گیرند به عنوان جنگل‌ها، بوته‌زارها، جنگل‌های نیمه‌گرمسیری و مناطق صخره‌ای فهرست شده‌اند.